# Salvatore Ferragamo S.p.A.
Salvatore Ferragamo S.p.A. [salvatoːre ferraɡaːmo] це італійська компанія, що виробляє предмети розкоші, що спеціалізується на виробленні взуття, шкіряних виробів, швейцарських годинників та одягу для чоловіків і жінок, штаб-квартира знаходиться у Флоренції. Це головна компанія Групи Феррагамо. Компанія ліцензує окуляри та годинники.
Ferragamo Group, що нараховує близько 4000 співробітників та мережу з більш ніж 660 монобрендових магазинів, працює в Італії та у всьому світі, що надає бренду широкий спектр у Європі, Америці та Азії.

## Історія
Сальваторе Ферраґамо емігрував з південної Італії в Бостон, а потім у Каліфорнію в 1914 році. Він відкрив Голівудський магазин для взуття у 1923 році і зробив взуття для кінозірок, таких як Джоан Кроуфорд та Глорія Свонсон, а також для таких фільмів, як  Десять заповідей Сесіля Б. Демілля. Він повернувся до Італії та відкрив магазин взуття у Флоренції в 1927 році. Однак сучасна взуттєва компанія вважає дату її заснування 1928 р., І тому в 2008 році відзначила свій 80-річний ювілей. Сальваторе подав на банкрутство у 1933 році під час Великої депресії, але до 1938 року він мав можливість придбати Palazzo Spini Feroni, один з чудових палаців Флоренції, в якому зараз розміщений флагманський магазин компанії та музей, присвячений життю та роботі Феррагамо.

## Відомі клієнти
Сальваторе працював з кінозірками та знаменитостями з ранніх днів у Голлівуді. Клієнти протягом багатьох років включаючи Одрі Хепберн, Софі Лорен та Грету Гарбо, а також Енді Уорхола, Грейс Мугабе та Діану, принцессу Уельсу.  Компанія випустила знамениті сумочки для Маргарет Тетчер та короля Джигме Хесар Намгіал Вангчук під час коронації 6 листопада 2008 року в Тімпу, Бутан.